# Somahoz
Somahoz es una localidad del valle de Buelna, situada en el municipio de Los Corrales de Buelna y comunidad autónoma de Cantabria (España). En esta localidad residen 778 habitantes, de los cuales 97 viven en el barrio de San Andrés.

## Asociaciones
El pueblo consta como referencia educativa el centro de educación infantil y primaria CEIP Besaya y una asociación cultural llamada Peña Gedío.

## Fiestas
- El 19 de noviembre se celebra la fiesta de la Magosta, en la que la Peña Gedío reparte castañas gratuitamente a los asistentes y bocadillos de beicon.

## Patrimonio
- Entre su patrimonio arquitectónico civil se puede ver la casa montañesa de la familia Bustamante del siglo XVII, el puente de San Andrés, una presa de agua y un gran puente de hierro ferroviario que atraviesa el río Besaya.
- Entre su patrimonio arquitectónico religioso se puede ver la iglesia de San Roque.

## Ilustres
En Somahoz nació el noble Gaspar Quijano Velarde y Ceballos en 1713.